# Liste der Kulturdenkmäler in Bergweiler
In der Liste der Kulturdenkmäler in Bergweiler sind alle Kulturdenkmäler der rheinland-pfälzischen Ortsgemeinde Bergweiler aufgeführt. Grundlage ist die Denkmalliste des Landes Rheinland-Pfalz (Stand: 10. August 2023).

## Einzeldenkmäler
| Bezeichnung                          | Lage                                    | Baujahr                  | Beschreibung                                                                                                  | Bild                                    |
| ------------------------------------ | --------------------------------------- | ------------------------ | --- | --------------------------------------- |
| Wegekreuz                            | Am Kaisergarten, bei Nr. 7 Lage         | 1671                     | Schaftkreuz, bezeichnet 1671                                                                                  | BW                                      |
| Katholische Pfarrkirche St. Johannis | Kirchstraße Lage                        | 1834                     | vierachsiger klassizistischer Saalbau, 1834                                                                   | BW                                      |
| Friedhofskreuz                       | Kirchstraße, auf dem Friedhof Lage      | 1853                     | neugotisches Friedhofskreuz, bezeichnet 1853                                                                  | BW                                      |
| Kriegerdenkmal                       | Kirchstraße, bei Nr. 4 Lage             | 1920er oder 1930er Jahre | Kriegerdenkmal 1914/18                                                                                        | BW                                      |
| Heiligenhäuschen                     | Poststraße, Ecke Römerstraße Lage       | 1783                     | Rotsandstein, bezeichnet 1783                                                                                 | BW                                      |
| Hofanlage                            | Römerstraße 3 Lage                      | 1839                     | Streckhof, bezeichnet 1839                                                                                    | BW                                      |
| Bildstock                            | Römerstraße, bei Nr. 20 Lage            | 18. Jahrhundert          | barocker Kreuzigungsbildstock, 18. Jahrhundert                                                                | BW                                      |
| Wohnhaus                             | Römerstraße, zu Nr. 42 Lage             | 1819                     | Treppengiebelhaus mit offenem Rauchfang, 1819                                                                 | Fotos hochladen                         |
| Beicher Haus                         | Zum Werthelstein 2 Lage                 | 1871                     | Quereinhaus, bezeichnet 1871                                                                                  | BW                                      |
| Bildstock                            | Zum Werthelstein, Ecke Römerstraße Lage | 1717                     | Kreuzigungsbildstock, bezeichnet 1717                                                                         | BW                                      |
| Wegekreuz                            | östlich des Ortes an der K 44           | 1818                     | Säulenkreuz, Rotsandstein, bezeichnet 1818                                                                    | Direkt Bild zu diesem Denkmal hochladen |
| Fintenkapelle                        | östlich des Ortes; Flur Füntdell Lage   | 1741                     | Putzbau, bezeichnet 1741; bauzeitlicher Altar; Wegekreuz, barockes Schaftkreuz, Rotsandstein, 18. Jahrhundert | Fotos hochladen                         |
| Wegekreuz                            | westlich des Ortes an der K 44 Lage     | 1810                     | klassizistisches Pfeilerkreuz, bezeichnet 1810                                                                | BW                                      |

## Ehemalige Kulturdenkmäler
| Bezeichnung      | Lage               | Baujahr                                         | Beschreibung | Bild |
| ---------------- | ------------------ | ----------------------------------------------- | --- | ---- |
| Gasthaus Uschens | Kirchstraße 2 Lage | zweites Viertel oder Mitte des 19. Jahrhunderts | Quereinhaus oder Streckhof, älterer Wohnteil wohl aus dem zweiten Viertel oder der Mitte des 19. Jahrhunderts, Wohnteil mit ehemaligem Gastraum, wohl um 1900; aus Denkmalliste gelöscht und durch Neubau ersetzt | BW   |